# Janusz Trzepizur
Janusz Roman Trzepizur (né le 21 mai 1959 à Namysłów) est un athlète polonais, spécialiste du saut en hauteur. 

## Biographie
En 1982, Janusz Trzepizur se classe deuxième lors des championnats d'Europe en salle, derrière l'Ouest-allemand Dietmar Mögenburg. Quelques mois plus tard, il remporte une nouvelle médaille d'argent, aux championnats d'Europe cette fois, encore battu par Mögenburg.
Au niveau national, il est champion de Pologne en plein air à deux reprises (1981, 1983), et une fois en salle (1982).

### Palmarès
| Date | Compétition                    | Lieu    | Résultat | Performance |
| ---- | ------------------------------ | ------- | -------- | ----------- |
| 1980 | Jeux olympiques                | Moscou  | 12e      | 2,18 m      |
| 1982 | Championnats d'Europe en salle | Milan   | 2e       | 2,32 m      |
| 1982 | Championnats d'Europe          | Athènes | 2e       | 2,27 m      |

### Records
| Épreuve         | Épreuve      | Performance | Lieu      | Date        |
| --------------- | ------------ | ----------- | --------- | ----------- |
| Saut en hauteur | En plein air | 2,30 m      | Eberstadt | 30 mai 1982 |
| Saut en hauteur | En salle     | 2,32 m      | Milan     | 6 mars 1982 |